# Wesmaelius exoticus
Wesmaelius exoticus is een insect uit de familie van de bruine gaasvliegen (Hemerobiidae), die tot de orde netvleugeligen (Neuroptera) behoort. 
Wesmaelius exoticus is voor het eerst wetenschappelijk beschreven door Makarkin in 1986.